# Эн (Приморская Шаранта)
Эн (фр. Haimps) — коммуна во Франции, находится в регионе Пуату — Шаранта. Департамент коммуны — Приморская Шаранта. Входит в состав кантона Мата. Округ коммуны — Сен-Жан-д’Анжели.
Код INSEE коммуны — 17188.

## Население
Население коммуны на 2010 год составляло 488 человек.
| 1962 | 1968 | 1975 | 1982 | 1990 | 1999 | 2010 |
| ---- | ---- | ---- | ---- | ---- | ---- | ---- |
| 595  | 550  | 495  | 510  | 466  | 421  | 488  |